# ビアンカ・アンドレースク
- ビアンカ・アンドレエスク
- ビアンカ・アンドリースク

ビアンカ・ヴァネッサ・アンドレースク (Bianca Vanessa Andreescu, 2000年6月16日 - ) は、カナダ・オンタリオ州ミシサガ出身の女子プロテニス選手。これまでにWTAツアーでシングルス3勝を挙げている。身長170cm。右利き、バックハンド・ストロークは両手打ち。WTAランキング最高位はシングルス4位、ダブルス147位。
カナダ人初の全米オープン女子シングルス優勝者。2019年のロジャーズ・カップで、カナダ人選手として50年ぶりに同大会の優勝を飾った。

## 来歴
7歳からテニスを始める。2017年全豪オープンと2017年全仏オープンジュニアダブルスでカーソン・ブランスティーンと組んで優勝した。

### 2017 - 2018年 プロデビュー
2017年ウィンブルドン選手権で予選を勝ち上がり4大大会に初出場した。1回戦でクリスティナ・クコバに 4-6, 3-6 で敗れている。シティ・オープンの1回戦でカミラ・ジョルジを破り、WTAツアー初勝利。クープ・バンク・ナショナルではダブルスで決勝に進出した。
2018年は4月に2週連続でITF女子サーキット25kの大会で決勝に進出したが、どちらも決勝では敗れた。7月に背中の怪我を負い、11月まで離脱した。

### 2019年 全米オープン初優勝、トップ10入り
2019年は1月のオークランド大会の2回戦でキャロライン・ウォズニアッキ、準々決勝でビーナス・ウィリアムズ、準決勝で謝淑薇を破って勝ち上がりツアー初に決勝に進出した。決勝ではユリア・ゲルゲスに 6–2, 5–7, 1–6 で敗れた。1月末にトップ100入り。3月のBNPパリバ・オープンでは、主催者推薦の出場から1回戦イリーナ＝カメリア・ベグ、2回戦ドミニカ・チブルコバ、3回戦シュテファニー・フェーゲレ、4回戦王薔、準々決勝ガルビネ・ムグルサ、準決勝エリナ・スビトリナを破って決勝に進出。決勝ではアンゲリク・ケルバーを 6-4, 3-6, 6-4 で破りツアー初優勝を果たした。
マイアミ・オープンではベスト16入りしたが、肩の怪我で途中棄権した。この故障の影響で、クレーコートシーズンは全仏オープンのみ出場、グラスコートシーズンは全休した。8月のロジャーズ・カップで復帰すると、第3シード・カロリナ・プリスコバらを下して決勝進出。決勝の相手はセリーナ・ウィリアムズだったが、セリーナが途中棄権したため優勝した。
つづく全米オープンは準決勝でベリンダ・ベンチッチを破り、決勝でセリーナをストレートで下してグランドスラム初優勝を果たした。同大会において10代選手の優勝は2006年のマリア・シャラポワ以来で、カナダ人の優勝も初。大会後の世界ランキングで5位になり、トップ10入りを果たした。ロジャーズ・カップから続けていたシングルスの連勝記録は、チャイナ・オープンの3回戦を勝ち上がった時点で16まで伸ばしていたが、準々決勝で大坂なおみに7-5, 3-6, 4-6の2時間超え試合に敗れたことでストップ。初出場したWTAファイナルズは、左膝故障のためラウンドロビン第2戦で途中棄権して終わった。年間最終世界ランキングは5位。

### 2020年- ツアー離脱
左膝の故障が癒えず、全豪オープンを欠場。その後、新型コロナウイルス感染症が流行し、ツアーが中断。8月に再開後も、全米オープンは準備不足を理由に欠場し、全仏オープン前に感染症への懸念から全休を発表した。
2021年全豪オープンで15か月ぶりに復帰し、白星も挙げた。ここは2回戦で敗退したが、続くフィリップ・アイランド・トロフィーではベスト4まで進んだ。マイアミ・オープンではガルビネ・ムグルサらを破り、2年ぶりのツアー決勝進出。しかし、第2セットで劣勢に立たされているときに転倒して負傷し、数ポイントをプレーしたあと3-6 0-4となった時点で試合続行を断念した。

## プレースタイル
多様な引き出しを持つオールラウンダー。マルチナ・ナブラチロワは、アンドレスクのプレーの多様性はマルチナ・ヒンギスを思い出させ、さらにパワーも備わっていると評している。
強烈なフォアハンドストロークをクロスコートで展開し、フィニッシュは逆クロスのフォアハンドストロークやドロップショットがトレードマークになっている。ムーンボールのようなハイボールを打つこともある。ドロップショットで相手をネット際に誘い出し、ロブで頭上を抜く形も得意としている。

## WTAツアー決勝進出結果

### シングルス: 5回 (3勝2敗)
| 大会グレード                  |
| ----------------------------- |
| グランドスラム (1–0)          |
| WTAファイナルズ (0–0)         |
| プレミア・マンダトリー (1–1)  |
| プレミア5 (1-0)               |
| WTAエリート・トロフィー (0-0) |
| プレミア (0–0)                |
| インターナショナル (0–1)      |

| 結果   | No. | 決勝日        | 大会                 | サーフェス | 対戦相手               | スコア               |
| ------ | --- | ------------- | -------------------- | ---------- | ---------------------- | -------------------- |
| 準優勝 | 1.  | 2019年1月6日  | オークランド         | ハード     | ユリア・ゲルゲス       | 6–2, 5–7, 1–6        |
| 優勝   | 1.  | 2019年3月17日 | インディアンウェルズ | ハード     | アンゲリク・ケルバー   | 6-4, 3-6, 6-4        |
| 優勝   | 2.  | 2019年8月11日 | トロント             | ハード     | セリーナ・ウィリアムズ | 3-1（途中棄権）      |
| 優勝   | 3.  | 2019年9月7日  | 全米オープン         | ハード     | セリーナ・ウィリアムズ | 6–3, 7–5             |
| 準優勝 | 2.  | 2019年3月17日 | マイアミ             | ハード     | アシュリー・バーティ   | 3-6, 0-4（途中棄権） |

### ダブルス: 1回 (0勝1敗)
| 結果   | No. | 決勝日        | 大会               | サーフェス        | パートナー                 | 対戦相手                                      | スコア   |
| ------ | --- | ------------- | ------------------ | ----------------- | -------------------------- | --------------------------------------------- | -------- |
| 準優勝 | 1.  | 2017年9月17日 | ケベック・シティー | カーペット (室内) | カーソン・ブランスティーン | ティメア・バボシュ アンドレア・フラバーチコバ | 3–6, 1–6 |

## 4大大会シングルス成績
略語の説明
| W | F | SF | QF | #R | RR | Q# | LQ | A | Z# | PO | G | S | B | NMS | P | NH |

W=優勝, F=準優勝, SF=ベスト4, QF=ベスト8, #R=#回戦敗退, RR=ラウンドロビン敗退, Q#=予選#回戦敗退, LQ=予選敗退, A=大会不参加, Z#=デビスカップ/BJKカップ地域ゾーン, PO=デビスカップ/BJKカッププレーオフ, G=オリンピック金メダル, S=オリンピック銀メダル, B=オリンピック銅メダル, NMS=マスターズシリーズから降格, P=開催延期, NH=開催なし.
| 大会           | 2017 | 2018 | 2019 | 2020 | 2021 | 2022 | 2023 | 2024 | 2025 | 通算成績 |
| -------------- | ---- | ---- | ---- | ---- | ---- | ---- | ---- | ---- | ---- | -------- |
| 全豪オープン   | A    | LQ   | 2R   | A    | 2R   | A    | 2R   | A    | A    | 3–3      |
| 全仏オープン   | LQ   | LQ   | 2R   | A    | 1R   | 2R   | 3R   | 3R   | LQ   | 6–4      |
| ウィンブルドン | 1R   | LQ   | A    | NH   | 1R   | 2R   | 3R   | 3R   | LQ   | 5–5      |
| 全米オープン   | LQ   | LQ   | W    | A    | 4R   | 3R   | A    | 1R   |      | 12–3     |

※: 2019年全仏2回戦の不戦敗は通算成績に含まない